# Zofia Merle

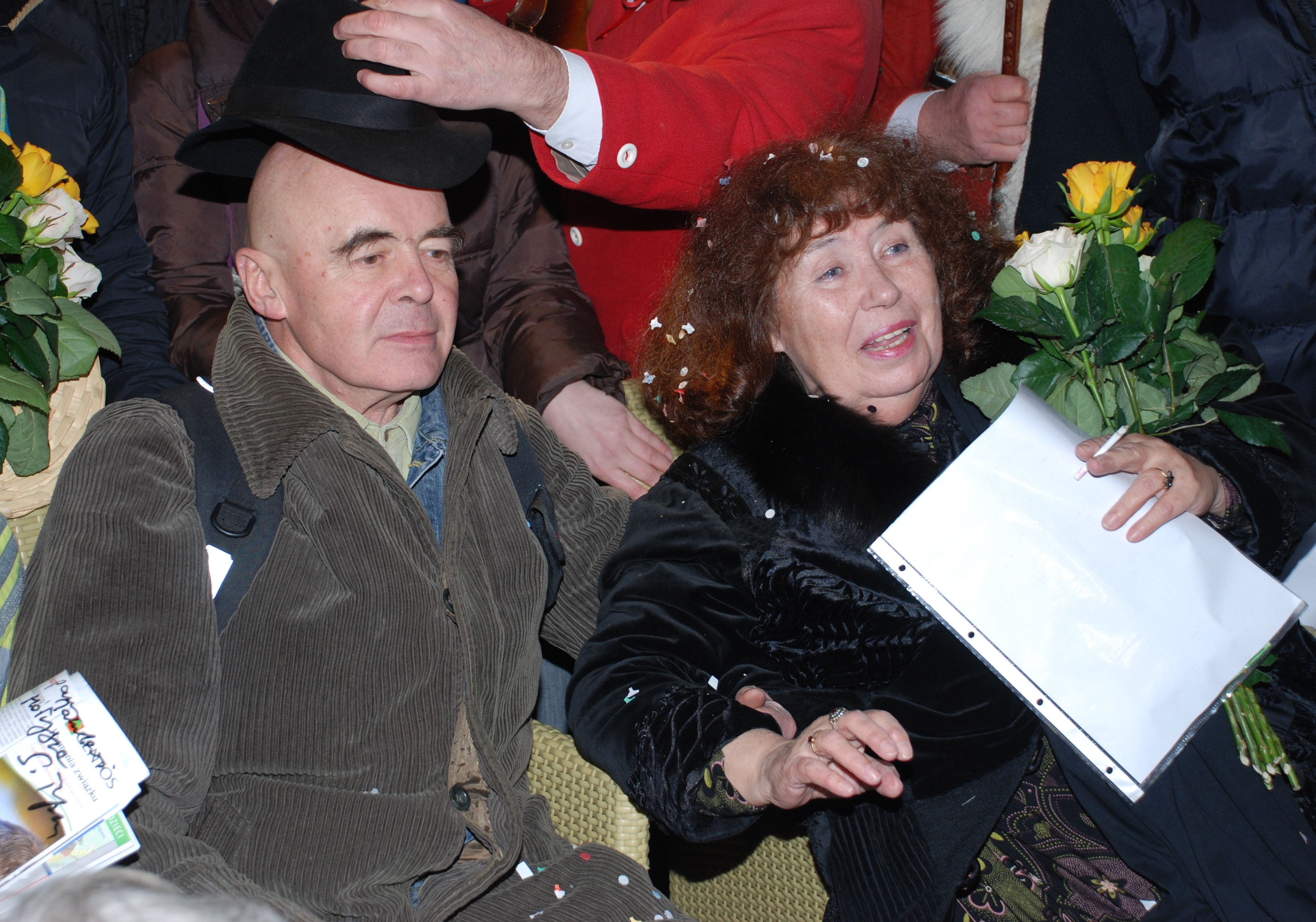
Stanisław Tym i Zofia Merle (2007)

Zofia Maria Merle-Mayzel (ur. 30 marca 1938 w Warszawie, zm. 13 grudnia 2023 tamże) – polska aktorka teatralna i filmowa.
Zagrała role filmowe u reżyserów: Andrzeja Barańskiego, Jerzego Antczaka, Kazimierza Kutza, Sylwestra Chęcińskiego, Stanisława Barei, Łukasza Wylężałka, Andrzeja Kondratiuka i Janusza Kondratiuka. Stworzyła wiele kreacji filmowych, a popularność zyskała przede wszystkim dzięki rolom drugoplanowym.

## Życiorys
W 1956 została aktorką Studenckiego Teatru Satyryków w Warszawie. Do teatru zawodowego przyciągnął ją Konrad Swinarski, obsadzając w Operze za trzy grosze w Teatrze Współczesnym. W 1963 zdała aktorski egzamin eksternistyczny.
Wiele lat była związana z Teatrem Komedia w Warszawie. W 1984 została zaangażowana przez Stanisława Tyma do Teatru Dramatycznego w Elblągu. Z Tymem pracowała także w wystawianych w Warszawie spektaklach: Pralnia (jako zmianowa) i Mississippi (jako Bufetowa), a przy drugiej ze sztuk pełniła także funkcję asystenta reżysera. Współpracowała również z Teatrem „Scena Prezentacje” Romualda Szejda.
Zasłynęła jako aktorka w komediach Stanisława Barei: Co mi zrobisz, jak mnie złapiesz (1978), Miś (1980), Alternatywy 4 (1983) i Zmiennicy (1986). Do ważnych ról w dorobku należą występy w filmach: Chłopi (1973) Jana Rybkowskiego, Noce i dnie (1975), Niezwykła podróż Baltazara Kobera (1988) Wojciecha Jerzego Hasa, Wszystko co najważniejsze... (1992) Roberta Glińskiego, Rozmowy kontrolowane (1991) Sylwestra Chęcińskiego czy Kawalerskie życie na obczyźnie (1992) Andrzeja Barańskiego. Była ceniona przez Marka Koterskiego, u którego zagrała w filmach: Dniu świra (2002) i Wszyscy jesteśmy Chrystusami (2006). Zagrała Genowefę, polską sprzątaczkę, która po 30 latach pracy w amerykańskim banku wraca do ojczyzny, w niemieckim filmie Jana Schütte Żegnaj Ameryko! (1994).
Zmarła 13 grudnia 2023 w warszawskim Szpitalu Wolskim w wieku 85 lat. 21 grudnia 2023 została pochowana na  warszawskich Powązkach (kwatera 64–5–1,2,3).

## Życie prywatne

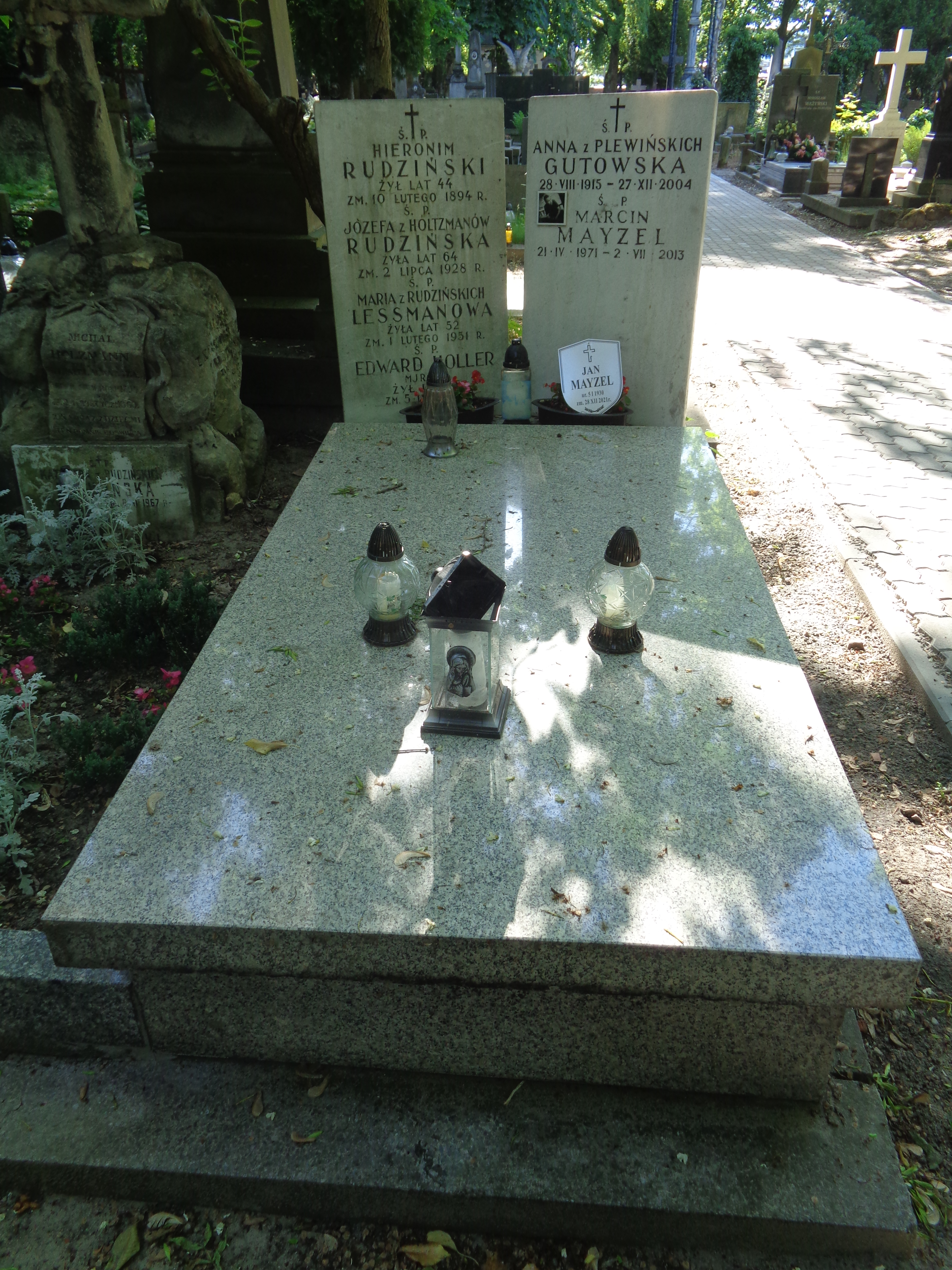
Nagrobek Zofii Merle, jej męża Jana Mayzela i syna Marcina na cmentarzu Powązkowskim

Z pierwszego, zakończonego rozwodem małżeństwa miała córkę. Jej drugim mężem był aktor Jan Mayzel (1930–2021), mieli syna Marcina (ur. 21 kwietnia 1971, zm. 2 lipca 2013).

## Kariera zawodowa
- Studencki Teatr Satyryków Warszawa 1956–1966
- Teatr Komedia w Warszawie 1966–1984
- Teatr Dramatyczny Elbląg 1984–1985
- Teatr Komedia w Warszawie 1985–1990
- Północne Centrum Sztuki w Warszawie 1990–1992

## Filmografia
Filmy fabularne (kinowe i telewizyjne)
| Rok  | Tytuł                                                                  | Rola                                          | Uwagi                                                      |
| ---- | ---------------------------------------------------------------------- | --------------------------------------------- | ---------------------------------------------------------- |
| 1961 | Ułan i dziewczyna                                                      | dziewczyna                                    | etiuda, reżyseria: Krzysztof Zanussi                       |
| 1961 | Komedianty                                                             | młoda aktorka                                 | film obyczajowy, reżyseria: Maria Kaniewska                |
| 1962 | Jadą goście jadą...                                                    | barmanka Maryna                               | film komediowy, reżyseria: Andrzej Trzos-Rastawiecki       |
| 1964 | Pingwin                                                                | ekspedientka w supersamie                     | film obyczajowy, reżyseria: Jerzy Stefan Stawiński         |
| 1964 | Agnieszka 46                                                           | Pela                                          | film obyczajowy, reżyseria: Sylwester Chęciński            |
| 1965 | Katastrofa                                                             | kreślarka Zosia                               | film psychologiczny, reżyseria: Sylwester Chęciński        |
| 1965 | Buty                                                                   | sanitariuszka Jadźka                          | film wojenny, reżyseria: Ewa Petelska, Czesław Petelski    |
| 1966 | Szyfry                                                                 | Wacka                                         | film psychologiczny, reżyseria: Wojciech Jerzy Has         |
| 1966 | Ktokolwiek wie...                                                      | Stefa, siostra zaginionej Marii Ruśniak       | film dramatyczny, reżyseria: Kazimierz Kutz                |
| 1966 | Kochajmy syrenki                                                       | recepcjonistka w hotelu w Olsztynie           | film muzyczny, reżyseria: Jan Rutkiewicz                   |
| 1967 | Cześć kapitanie                                                        | opiekunka campingu                            | film kryminalny, reżyseria: Ewa Petelska, Czesław Petelski |
| 1967 | Komedia z pomyłek                                                      | Kitty, pracownica sklepu Lory Neuman          | western, reżyseria: Jerzy Zarzycki                         |
| 1968 | Pożarowisko                                                            | Marynia, gospodyni Rojeckich                  | horror, reżyseria: Ryszard Ber                             |
| 1969 | Rzeczpospolita babska                                                  | sierżant Irena Molenda                        | film komediowy, reżyseria: Hieronim Przybył                |
| 1969 | Nowy                                                                   | bufetowa                                      | film komediowy, reżyseria: Jerzy Ziarnik                   |
| 1970 | Milion za Laurę                                                        | urlopowiczka w namiocie                       | film komediowy, reżyseria: Hieronim Przybył                |
| 1971 | Gonitwa                                                                | klientka krawcowej                            | film obyczajowy, reżyseria: Zygmunt Hübner                 |
| 1973 | Chłopi                                                                 | Magda Kozłowa                                 | film obyczajowi, reżyseria: Jan Rybkowski                  |
| 1974 | Pójdziesz ponad sadem                                                  | urzędniczka w fabryce                         | film psychologiczny, reżyseria: Ryszard Binkowski          |
| 1974 | Łukasz                                                                 | ciotka Heleny i Stefanka                      | film obyczajowy, reżyseria: Anette Olsen                   |
| 1975 | Noce i dnie                                                            | Maria Kałużna, chłopka w Serbinowie           | film psychologiczny, reżyseria: Jerzy Antczak              |
| 1976 | Zanim nadejdzie dzień                                                  | matka Leokadii                                | film obyczajowy, reżyseria: Ryszard Rydzewski              |
| 1976 | Powrót                                                                 | żona Jana                                     | film sportowy, reżyseria: Filip Bajon                      |
| 1976 | Długa noc poślubna                                                     |                                               | film obyczajowy, reżyseria: Jerzy Domaradzki               |
| 1977 | Sam na sam                                                             | kobieta kupująca samochód od Witka            | film obyczajowy, reżyseria: Andrzej Kostenko               |
| 1978 | Wielki podryw                                                          | sąsiadka                                      | film obyczajowy, reżyseria: Jerzy Kołodziejczyk            |
| 1978 | Pogrzeb świerszcza                                                     | dyrektorka szkoły                             | film dla dzieci (młodzieży), reżyseria: Wojciech Fiwek     |
| 1978 | Co mi zrobisz, jak mnie złapiesz                                       | służąca Krzakoskich                           | film komediowy, reżyseria: Stanisław Bareja                |
| 1979 | Skradziona kolekcja                                                    | sąsiadka Podzielaka                           | film komediowo-kryminalny, reżyseria: Jan Batory           |
| 1980 | Na własną prośbę                                                       | Milska                                        | film polityczny, reżyseria: Ewa Petelska, Czesław Petelski |
| 1981 | Miś                                                                    | przekupka z mięsem w sekretariacie komendy    | film komediowy, reżyseria: Stanisław Bareja                |
| 1982 | Niech cię odleci mara                                                  | żona kamasznika                               | film obyczajowy, reżyseria: Andrzej Barański               |
| 1983 | Jeśli się odnajdziemy                                                  | Zasadowa                                      | film psychologiczny, reżyseria: Roman Załuski              |
| 1984 | Tajemnica starego ogrodu                                               | Bobulina                                      | film przygodowy, reżyseria: Julian Dziedzina               |
| 1985 | Osobisty pamiętnik grzesznika przez niego samego spisany               | żona tkacza                                   | horror, reżyseria: Wojciech Jerzy Has                      |
| 1986 | Pokój dziecinny                                                        | kucharka Józia                                | film obyczajowy, reżyseria: Aleksander Czekanowski         |
| 1986 | Big Bang                                                               | ciotka Hela                                   | film sf, reżyseria: Andrzej Kondratiuk                     |
| 1987 | Jedenaste przykazanie                                                  | Błażenka, żona Hankego                        | film obyczajowy, reżyseria: Janusz Kondratiuk              |
| 1987 | Tabu                                                                   | sklepikarka                                   | film psychologiczny, reżyseria: Andrzej Barański           |
| 1987 | Sonata marymoncka                                                      | barmanka Masłowska                            | film obyczajowy, reżyseria: Jerzy Ridan                    |
| 1988 | Pan Kleks w kosmosie                                                   | Marciniakowa, kierowniczka Domu Dziecka       | film familijny, reżyseria: Krzysztof Gradowski             |
| 1988 | Niezwykła podróż Baltazara Kobera                                      | matrona                                       | film kostiumowy, reżyseria: Wojciech Jerzy Has             |
| 1988 | Prywatne niebo                                                         | Stanisława Krupniak                           | film komediowy, reżyseria: Janusz Kondratiuk               |
| 1989 | Rififi po sześćdziesiątce                                              | gospodyni profesora                           | film komediowy, reżyseria: Paweł Trzaska                   |
| 1990 | Życie za życie. Maksymilian Kolbe                                      | Zofia Konior                                  | film biograficzny, reżyseria: Krzysztof Zanussi            |
| 1990 | Kramarz                                                                | Piórkowska                                    | film obyczajowy, reżyseria: Andrzej Barański               |
| 1991 | Eminent Domain                                                         | kobieta na przyjęciu z okazji urodzin Słowaka | film dramatyczny, reżyseria: John Irvin                    |
| 1991 | Rozmowy kontrolowane                                                   | Lusia Wafel                                   | film komediowy, reżyseria: Sylwester Chęciński             |
| 1991 | Panny i wdowy                                                          | służąca w Lechicach                           | film melodramatyczny, reżyseria: Janusz Zaorski            |
| 1992 | Wszystko, co najważniejsze                                             | dozorczyni                                    | film biograficzny, reżyseria: Robert Gliński               |
| 1992 | Naprawdę krótki film o miłości, zabijaniu i jeszcze jednym przykazaniu | matka Kasi                                    | film obyczajowy, reżyseria: Rafał Wieczyński               |
| 1992 | Kawalerskie życie na obczyźnie                                         | gospodyni myjąca plecy                        | film obyczajowy, reżyseria: Andrzej Barański               |
| 1993 | A Very Polish Practice                                                 | zakonnica                                     | film obyczajowy, reżyseria: David Tucker                   |
| 1993 | Pożegnanie z Marią                                                     | kobieta w sklepie                             | film dramatyczny, reżyseria: Filip Zylber                  |
| 1993 | Lupus                                                                  |                                               | horror, reżyseria: Aleksandra Lech                         |
| 1993 | Dwa księżyce                                                           | praczka Franciszkowa                          | film poetycki, reżyseria: Andrzej Barański                 |
| 1993 | Balanga                                                                | ciotka Snajpera                               | film sensacyjny, reżyseria: Łukasz Wylężałek               |
| 1993 | Auf wiedersehen Amerika                                                | Genowefa Lustgarten                           | film obyczajowy, reżyseria: Jan Schütte                    |
| 1993 | Pan niania                                                             | Korynna (polski dubbing)                      | film animowany, reżyseria dubbingu: Ewa Złotowska          |
| 1994 | Ich styl                                                               |                                               | etiuda, reżyseria: Mariusz Front                           |
| 1994 | Dama kameliowa                                                         | kwiaciarka Adela Barion                       | film kostiumowy, reżyseria: Jerzy Antczak                  |
| 1995 | Deborah                                                                | żona Nowaka                                   | film wojenny, reżyseria: Ryszard Brylski                   |
| 1996 | Nocne graffiti                                                         | matka Zyza                                    | film sensacyjny, reżyseria: Maciej Dutkiewicz              |
| 1997 | Cudze szczęście                                                        | archiwistka                                   | film dramatyczny, reżyseria: Mirosław Bork                 |
| 1998 | Feuerreiter                                                            | hotelarka z Driburga                          | film obyczajowy, reżyseria: Nina Grosse                    |
| 1999 | Odwrócona góra albo film pod strasznym tytułem                         | Mamuna (głos)                                 | film animowany, reżyseria: Leszek Gałysz                   |
| 2000 | Casus belli                                                            |                                               | film komediowo-romantyczny, reżyseria: Igor Ugolnikov      |
| 2001 | Psy i koty                                                             | Sophie (polski dubbing)                       | film familijny, reżyseria dubbingu: Krzysztof Kołbasiuk    |
| 2002 | Wszyscy święci                                                         | kobieta w pociągu                             | film obyczajowy, reżyseria: Andrzej Barański               |
| 2002 | Chopin. Pragnienie miłości                                             | Zuzanna, kucharka w Nohant                    | film biograficzny, reżyseria: Jerzy Antczak                |
| 2002 | Dzień świra                                                            | właścicielka psa w windzie                    | film komediowo-dramatyczny, reżyseria: Marek Koterski      |
| 2006 | Wszyscy jesteśmy Chrystusami                                           | kobieta sprzedająca lisy                      | film komediowo-dramatyczny, reżyseria: Marek Koterski      |
| 2007 | Ryś                                                                    | Maria Wafel                                   | film komediowy, reżyseria: Stanisław Tym                   |
| 2008 | Ballada o Piotrowskim                                                  | sklepowa                                      | film obyczajowy, reżyseria: Rafał Kapeliński               |
| 2009 | Piksele                                                                | żona samobójcy                                | film dramatyczny, reżyseria: Jacek Lusiński                |

Seriale telewizyjne
| Rok             | Tytuł                           | Rola                                                        | Uwagi                                                       |
| --------------- | ------------------------------- | ----------------------------------------------------------- | ----------------------------------------------------------- |
| 1964            | Barbara i Jan                   | oszustka Aldona Gęska zd. Kamińska (odcinek: 4)             | serial telewizyjny, reżyseria: Hieronim Przybył             |
| 1965            | Wojna domowa                    | manikiurzystka (odcinek: 2)                                 | serial telewizyjny, reżyseria: Jerzy Gruza                  |
| 1972            | Chłopi                          | Magda Kozłowa (odcinki: 1-3, 6-13)                          | serial telewizyjny, reżyseria: Jan Rybkowski                |
| 1976            | 07 zgłoś się                    | Leokadia Czudraś, żona Kazimierza (odcinek: 2)              | serial telewizyjny, reżyseria: Stanisław Jędryka            |
| 1977            | Noce i dnie                     | chłopka Maria Kałużna (odcinki: 3, 5-10)                    | serial telewizyjny, reżyseria: Jerzy Antczak                |
| 1980            | Kariera Nikodema Dyzmy          | Walentowa, gospodyni Dyzmy (odcinek: 1)                     | serial telewizyjny, reżyseria: Jan Rybkowski, Marek Nowicki |
| 1982            | Przygrywka                      | sąsiadka Janeczka (odcinki: 1-2, 4-6)                       | serial telewizyjny, reżyseria: Janusz Łęski                 |
| 1983            | Alternatywy 4                   | kobieta u Furmana w sprawie zamiany mieszkania (odcinek: 8) | serial telewizyjny, reżyseria: Stanisław Bareja             |
| 1986            | Zmiennicy                       | żona mężczyzny, który chce kupić auto (odcinek: 1)          | serial telewizyjny, reżyseria: Stanisław Bareja             |
| 1986            | Tulipan                         | ciotka Ani (odcinek: 3)                                     | serial telewizyjny, reżyseria: Janusz Dymek                 |
| 1987            | Ucieczka z miejsc ukochanych    | Karolowa (odcinki: 4-8)                                     | serial telewizyjny, reżyseria: Julian Dziedzina             |
| 1989            | Janka                           | służąca Adelcia                                             | serial telewizyjny, reżyseria: Janusz Łęski                 |
| 1990            | Dom na głowie                   | Kapuścińska (odcinki: 3, 5)                                 | serial telewizyjny, reżyseria: Grzegorz Kędzierski          |
| 1991            | Panny i wdowy                   | służąca w Lechicach (odcinki: 1-2)                          | serial telewizyjny, reżyseria: Janusz Zaorski               |
| 1991            | Bonne chance frenchie           | Concierge d'Henri                                           | serial telewizyjny, reżyseria: różni                        |
| 1992–1996       | Film pod strasznym tytułem      | Mamuna (głos)                                               | serial animowany, reżyseria: Leszek Gałysz                  |
| 1993            | Zespół adwokacki                | Maria Suliga (odcinek: 6)                                   | serial telewizyjny, reżyseria: Andrzej Kotkowski            |
| 1994            | Bank nie z tej ziemi            | Montecka (odcinek: 10)                                      | serial telewizyjny, reżyseria: Waldemar Dziki               |
| 1995            | Sukces...                       | handlarka na bazarze (odcinek: 4)                           | serial telewizyjny, reżyseria: Krzysztof Gruber             |
| 1996            | Sława i chwała                  | matka Franciszka Głąbka (odcinek: 5)                        | serial telewizyjny, reżyseria: Kazimierz Kutz               |
| 1998            | Siedlisko                       | ciotka Teodora                                              | serial telewizyjny, reżyseria: Janusz Majewski              |
| 1998–2013, 2018 | Klan                            | Stefania Wróbel-Malec, gospodyni Pawła i Krystyny Lubiczów  | serial telewizyjny, reżyseria: różni                        |
| 1998            | Rodziców nie ma w domu          | Koconiowa (odcinki: 41-51)                                  | serial telewizyjny, reżyseria: Wojciech Adamczyk            |
| 1999            | Policjanci                      | sąsiadka Jobkiewiczów                                       | serial telewizyjny, reżyseria: Łukasz Wylężałek             |
| 1999–2003       | Na dobre i na złe               | Genowefa Burczykowa                                         | serial telewizyjny, reżyseria: różni                        |
| 2000            | Świat według Kiepskich          | Kryśka, matka Ani (odcinek: 42)                             | serial telewizyjny, reżyseria: Okił Khamidow                |
| 2000            | Złotopolscy                     | Cyganka na Dworcu Centralnym (odcinki: 291, 294, 296)       | serial telewizyjny, reżyseria: różni                        |
| 2001            | Graczykowie                     | Waleria Graczykowa (odcinek: 55)                            | serial telewizyjny, reżyseria: Krzysztof Jaroszyński        |
| 2001            | Graczykowie, czyli Buła i spóła | Waleria Graczykowa (odcinek: 4)                             | serial telewizyjny, reżyseria: Krzysztof Jaroszyński        |
| 2002            | Psie serce                      | Helena (odcinek: TUNGO)                                     | serial telewizyjny, reżyseria: Tomasz Drabiński             |
| 2004            | Pensjonat pod Różą              | babcia Hela (odcinek: 28)                                   | serial telewizyjny, reżyseria: Maciej Wojtyszko             |
| 2006            | Hela w opałach                  | Jadwiga Woźniak, kandydatka na nianię (odcinek: 5)          | serial telewizyjny, reżyseria: Andrzej Kostenko             |
| 2007            | Ja wam pokażę!                  | Hania, ciotka Judyty (odcinek: 7)                           | serial telewizyjny, reżyseria: Denis Delic                  |
| 2008–2009       | Tylko miłość                    | Szternowa, matka Sylwii i Doroty                            | serial telewizyjny, reżyseria: Przemysław Angerman          |
| 2008            | Agentki                         | staruszka (odcinek: 6)                                      | serial telewizyjny, reżyseria: Piotr Wereśniak              |
| 2009            | Niania                          | ciocia Misia (odcinek: 113)                                 | serial telewizyjny, reżyseria: Jerzy Bogajewicz             |

## Odznaczenia i nagrody
- Krzyż Kawalerski Orderu Odrodzenia Polski (2004)
- Złoty Krzyż Zasługi (2003)[14]
- Odznaka „Zasłużony Działacz Kultury” (1987)
- Nagroda specjalna za kreację aktorską w widowisku telewizyjnym „Czupurek” na Festiwalu Filmów dla Dzieci i Młodzieży w Poznaniu (1988)
- Nagroda specjalna w kategorii najlepsza aktorka komediowa na II Festiwalu Dobrego Humoru w Trójmieście (2001)
- „Kryształowy Granat” na V Festiwalu Filmów Komediowych w Lubomierzu (2001)
- Nagroda za całokształt twórczości na X Festiwalu Dobrego Humoru w Gdańsku (2009)